# Ága
Pour les articles homonymes, voir Aga.
Pour plus de détails, voir Fiche technique et Distribution.
Ága (Ага) est un film bulgaro-franco-allemand réalisé par le réalisateur bulgare Milko Lazarov et sorti en 2018. Il a obtenu de nombreuses récompenses dans les festivals internationaux.

## Synopsis
Nanouk et Sedna, couple de vieux éleveurs de rennes iakoutes nomades, désormais sans troupeau, vivent dans une yourte rustique dans la toundra gelée de Sibérie arctique depuis 50 ans. Tandis que le mari Nanouk passe son temps à creuser la glace pour pêcher quelques maigres poissons et à confectionner des pièges pour petits et grands animaux, accompagné de son unique chien de traîneau à travers les grands espaces blancs enneigés, sa femme Sedna s'occupe aux tâches ménagères, lui donne un coup de main de temps à autre et soigne secrètement sa vilaine blessure nécrosée au ventre. Nanouk observe parfois un avion de ligne venu d'un monde inaccessible dont le vacarme et le sillage blanc déchirent le ciel azur. Il se rend régulièrement au pied de somptueuses et imposantes montagnes voisines pour charger sur son traîneau quelques pierres qu'il vient poser au pied de l'unique arbre rabougri de sa plaine. La vie s'écoule selon les traditions ancestrales, de manière simple et austère, à peine ponctuée de la visite de Chena qui les approvisionne en scooter de neige. Les retrouvailles du soir entre les deux époux, souvent peu loquaces, nichés au creux de l'abri sommaire, sont parfois jalonnées d'un regard nostalgique sur une vieille photo jaunie de leur fille Ága, qui a « succombé aux sirènes de la modernité », est partie travailler il y a longtemps dans une mine de diamants lointaine. Parfois ils échangent quelques phrases de sagesse ancestrale dans une intimité tout en retenue. Battue par un blizzard violent, la rudimentaire yourte de toile menace parfois de s'envoler et la bataille désespérée contre les éléments s'impose comme un question de survie. 
Un soir, quand Nanouk rentre à la yourte, le cours des choses a changé. Mais il ne s'en émeut pas car la vie suit en cela son destin naturel. C'est alors qu'il entreprend un long voyage, chargé en stop par un chauffeur de grumier, pour aller retrouver sa fille Ága.

## Fiche technique
- Titre : Ága
- Titre original : Ага
- Réalisateur : Milko Lazarov
- Scénaristes : Simeon Ventsislavov, Milko Lazarov
- Musique : Penka Kouneva
- Producteurs : Guillaume de Seille (Arizona productions), Eike Goreczka, Veselka Kiryakova (Red Carpet), Christoph Kukula (42films), Sardana Savvina, Lyubov Borisova, BNT, ZDF/Arte
- Image : Kaloyan Bozhilov
- Son : Johannes Doberenz, Sebastian Schmidt, Florian Marquardt
- Directeur de la photographie : Kaloyan Bozhilov
- Chef monteur : Veselka Kiryakova
- Assistant monteur : Tyliann Tondeur
- Chef décorateur : Ariunsaichan Dawaachu
- Costumes : Vanina Geleva, Daria Dmitrieva
- Maquillage : Natalya Tomskaya, Raisa Kolodeznikova
- Superviseur de la mise en couleur des personnages : Steffen Paul
- Sociétés de production : Red Carpet, 42Film GmbH, Arizona Productions, ZDF/Arte, Bulgarian National Film Center
- Distributeur en France : Arizona Distribution
- Genre : drame
- Pays :  Bulgarie,  Allemagne,  France
- Date de sortie : 21 novembre 2018
- Durée : 1 h 37
- Langue: iakoute[2] (langue altaïque de Sibérie). En France en salles, le film est en VO sous-titrée.
- Lieu de tournage : Iacoutie (République de Sakha, Sibérie), notamment sur le fleuve gelé Léna[3]

## Distribution
- Mikhail Aprosimov : Nanouk, le père
- Feodosia Ivanova : Sedna, la mère
- Galina Tikhonova : Ága, la fille
- Sergey Egorov : Chena, le visiteur
- Afanasiy Kylaev : le conducteur du camion

## Musique
- Le générique du film s'ouvre sur l'interprétation d'un morceau de musique traditionnelle iakoute à la guimbarde par une femme iakoute en costume d'apparat.
- Le quatrième mouvement adagietto de la cinquième symphonie de Gustav Mahler est d'abord entendu dans une petite radio portable que tient Nanouk, qui en fait un commentaire dans son dialogue. Puis la symphonie occupe largement l'espace sonore et fait d'objet d'« une utilisation inattendue et bouleversante »[1] quand elle illustre la vision de l'immensité sibérienne glacée.

## Autour du film
- Selon le réalisateur Milko Lazarov, le personnage de Nanouk est un hommage au film Nanouk l'esquimau (1922) de Robert Flaherty[3].
- Le tournage a été réalisé sur le fleuve gelé de la Lena, en un peu plus d’un mois, de mars à avril, avec du matériel d’expédition spécialisé, afin de pouvoir travailler dans les conditions de température allant jusqu’à -40°. Ága est le premier film étranger à avoir été réalisé en République de Sakha (Iakoutie), avec des acteurs locaux[4]. Sedna est interprétée par une éleveuse de vaches non professionnelle, et Nanouk est un acteur professionnel[3].
- A propos de son film, Milko Lazarov explique: « Je suis depuis longtemps fasciné par l'effet des civilisations modernes sur les communautés éloignées du monde moins développé; par la manière dont des processus qui semblent à première vue n'avoir rien à voir avec elles peuvent avoir des effets fatals sur la vie de nations entières. Mon intention avec ce film était d'examiner comment les civilisations modernes défient les communautés du Nord dans leurs efforts pour maintenir leur existence. Je m'intéresse à la façon dont les mêmes personnes qui vivent dans des conditions insupportables pour l'homme moderne ont réussi à préserver la tendresse dans leurs relations interpersonnelles et comment elles abordent la vie avec un sourire et de la compassion ».

## Accueil critique
Selon Samuel Douhaire de Télérama, « les scènes de complicité amoureuse du vieux couple dans la chaleur de sa yourte sont éclairées avec une grande douceur — l’influence de Vermeer est évidente ». Concernant les images, il affirme : « Paysages grandioses, chant traditionnel, descriptif minutieux des rituels de pêche et de chasse : la première partie ressemble à un documentaire anthropologique », et ajoute que « les extérieurs flirtent avec l’abstraction dans des plans fixes splendides où la terre semble constamment se confondre avec le ciel ». Selon lui encore en termes de symbolique, « la mise en scène poétique de Milko Lazarov utilise avec intelligence les symboles et les rimes visuelles : telle cette tache noire circulaire qui macule la neige [...] puis le ventre de Sedna [...] fait écho [...] à la vue aérienne saisissante de la gigantesque mine à ciel ouvert, comme un cancer détruisant la Terre ».

## Distinctions
Le film Ága fait l'objet de 11 nominations et 21 récompenses en 2018 :
| Festival du film de Cabourg 2018 (France)                                     | Festival du film de Cabourg 2018 (France)               | Festival du film de Cabourg 2018 (France)                 |
| ----------------------------------------------------------------------------- | ------------------------------------------------------- | --------------------------------------------------------- |
| Nomination                                                                    |                                                         | Catégorie Prix de la Jeunesse                             |
| Nomination                                                                    | Catégorie Prix du Public                                |                                                           |
| Récompense                                                                    | Swann d'Or                                              | Meilleur film                                             |
| Festival international du film du Caire 2018 (Égypte)                         |                                                         |                                                           |
| Récompense                                                                    | International Film Critics' Week Prix Shadi Abdel Salam | Meilleur film                                             |
| Festival international de cinéma Arctique de Tchoukotka 2018 (Russie)         |                                                         |                                                           |
| Récompenses                                                                   | Prix Golden Raven                                       | Meilleur film                                             |
| Récompenses                                                                   | Prix spécial du Jury                                    | Meilleur film                                             |
| Festival international eurasien du cinéma 2018 (Kazakhstan)                   |                                                         |                                                           |
| Nomination                                                                    | Grand prix                                              | Catégorie Meilleur film                                   |
| Récompense                                                                    | Prix du meilleur réalisateur                            | Meilleur réalisateur                                      |
| Festival du film de Fajr 2018 (Iran)                                          |                                                         |                                                           |
| Récompense                                                                    | Grand prix                                              | Meilleur film                                             |
| Festival du film Zone libre 2018 (Belgrade, Serbie)                           |                                                         |                                                           |
| Récompense                                                                    | Prix du meilleur film                                   | Meilleur film, sélection régionale                        |
| Festival du long métrage bulgare Golden Rose (en) 2018 (Varna, Bulgarie)      |                                                         |                                                           |
| Récompenses                                                                   | Prix Golden Rose                                        | Meilleur film Meilleur réalisateur Meilleure photographie |
| Récompenses                                                                   | Prix des journalistes accrédités                        | Meilleur film                                             |
| Récompenses                                                                   | Prix de la Guilde des Critiques                         | Meilleur long métrage                                     |
| Festival international du film des frères Manaki 2018 (Macédoine du Nord)     |                                                         |                                                           |
| Nomination                                                                    |                                                         | Catégorie Caméra d'or                                     |
| Festival International de Cinéma de Macau (pt) 2018 (Macao, Chine)            |                                                         |                                                           |
| Nomination                                                                    |                                                         | Catégorie Meilleur film                                   |
| Festival international du film d'Inde 2018                                    |                                                         |                                                           |
| Récompense                                                                    | Prix spécial du jury                                    |                                                           |
| Festival international du film de Jérusalem 2018                              |                                                         |                                                           |
| Nomination                                                                    | Prix Fondation Gabriel Sherover                         | Catégorie Meilleur Film International                     |
| Festival international de Cinéma de Ljubljana (en) 2018 (Ljubljana, Slovénie) |                                                         |                                                           |
| Récompense                                                                    | Prix de l'audience                                      | Catégorie Meilleur long métrage                           |
| Festival international du film de Malatya 2018 (Malatya, Turquie)             |                                                         |                                                           |
| Nomination                                                                    | Prix de l'Abricot de Cristal                            |                                                           |
| Récompense                                                                    | Prix spécial du jury                                    | Catégorie Long métrage international                      |
| Récompense                                                                    | Prix de l'audience                                      | Catégorie Meilleur long métrage                           |
| Festival du film d'art de Schwerin (de) 2018 (Schwerin, Allemagne)            |                                                         |                                                           |
| Nomination                                                                    |                                                         | Catégorie Prix Bœuf volant                                |
| Récompense                                                                    | Prix du meilleur réalisateur                            |                                                           |
| Festival du film de Sarajevo 2018 (Bosnie-Herzégovine)                        |                                                         |                                                           |
| Récompense                                                                    | Prix Cœur de Sarajevo                                   | Meilleur film                                             |
| Festival du film de Sydney 2018 (Australie)                                   |                                                         |                                                           |
| Nomination                                                                    | Prix de l'audience                                      | Catégorie Meilleur long métrage narratif                  |
| Nomination                                                                    | Prix du film de Sydney                                  | Catégorie Meilleur film                                   |
| Festival international du film de São Paulo 2018 (Brésil)                     |                                                         |                                                           |
| Nomination                                                                    | Compétition des nouveaux réalisateurs                   | Catégorie Meilleur film                                   |
| Festival international du film de Valladolid 2018 (Espagne)                   |                                                         |                                                           |
| Récompenses                                                                   | Espiga de plata du long métrage                         |                                                           |
| Récompenses                                                                   | Prix Pilar Miró                                         | Catégorie Meilleur nouveau réalisateur                    |
| Récompenses                                                                   | Espiga de Oro du long métrage                           | Catégorie Meilleur film                                   |